# Договір про всеосяжну заборону ядерних випробувань
До́гові́р про всеося́жну заборо́ну я́дерних випро́бувань — був прийнятий 50-ю сесією Генеральної Асамблеї ООН 10 вересня 1996 року і відкритий для підписання 24 вересня 1996 року. Договір складається з преамбули, 17 статей, двох додатків та протоколу із двома додатками, де детально описано процедури перевірки. Текст договору міститься у листі Постійного представника Австралії при ООН від 22 серпня 1996 року A/50/1027 на ім'я Генерального секретаря.
Відповідно до Статті I Договору:
- Кожна держава-учасник зобов'язується не проводити будь-яких випробувальних вибухів ядерної зброї та будь-яких інших ядерних вибухів, а також заборонити й запобігати будь-якому такому ядерному вибуху в будь-якому місці, що знаходиться під його юрисдикцією або контролем.
- Кожна держава-учасник зобов'язується далі утримуватися від спонуки, заохочення або якої-небудь участі в проведенні будь-якого випробувального вибуху ядерної зброї та будь-якого іншого ядерного вибуху.

## Проблеми ратифікації
Договір набуває чинності через 180 днів після того, як держави, зазначені в Додатку 2 до Договору, його ратифікують. Ці 44 держави є тими, які, за даними Міжнародного агентства з атомної енергії (МАГАТЕ), мали ядерні технології в 1995 році, частина з яких є членами т. зв. "ядерного клубу".
Дотепер Договір підписало 177 держав, зокрема 41 держава з 44, необхідних для набрання чинності договору (не підписали тільки КНДР, Індія і Пакистан), ратифікувало 138 держав, зокрема 34 держави з 44, необхідних для набрання ним чинності (не ратифікували: Єгипет, Індія, Індонезія, Іран, Ізраїль, КНР, КНДР, Колумбія, Пакистан і США).
6 грудня 2006 Генеральна асамблея ООН прийняла резолюцію, що підкреслює необхідність швидкого підписання і ратифікації Договору про всеосяжну заборону ядерних випробувань. За ухвалення резолюції проголосували 172 країни, проти — дві: КНДР і США.